# Belmont-sur-Yverdon
Belmont-sur-Yverdon es una comuna suiza del cantón de Vaud, situada en el distrito de Jura-Nord vaudois. Limita al norte y este con la comuna de Yverdon-les-Bains, al sureste y sur con Essertines-sur-Yverdon, y al oeste con Suchy y Ependes.
La comuna formó parte hasta el 31 de diciembre de 2007 del distrito de Yverdon, círculo de Belmont-sur-Yverdon.